# Ephesia regularis
Ephesia regularis är en fjärilsart som beskrevs av Clayton Dissinger Mell 1942. Ephesia regularis ingår i släktet Ephesia och familjen nattflyn. Inga underarter finns listade i Catalogue of Life.